# Ryszard Antoniszczak
Ryszard Antoniszczak, również Richard A. Antonius (ur. 7 stycznia 1947 w Nowym Sączu, zm. 17 lipca 2021 w Sztokholmie) – polski i szwedzki artysta plastyk, pisarz, scenarzysta, reżyser filmów animowanych, autor książek i filmów o Miki Molu – molu książkowym. Członek i autor tekstów zespołu Zdrój Jana. Autor eurosagi przygodowej Ósma Wyspa – Tajemnice Qanarii. Jest twórcą międzynarodowego języka, Atlango. W 2015 ukazała się jego powieść Czas Beboka, natomiast w 2017 powieść Omnium.
Jest autorem nowej koncepcji Concentrical Cyclic Cosmology – teorii światów cyklicznych przedstawionej w eseju – ebooku The Antonius Code (w języku angielskim na Amazon) Na bazie tej koncepcji rozwijał malarstwo, grafikę i animacje w stylu Creo+Art. Prezentował swoje prace także na Facebooku w Gallery AAA Antonius.
Jest jednym z bohaterów książki Jerzego Armaty Anima. Mistrzowie polskiej animacji (wyd. EGoFILM, Warszawa 2025).
Od 1981 mieszkał w Szwecji oraz w Hiszpanii. Jego bratem był Julian Antonisz.

## Wybrana filmografia
- Żegnaj paro! (1974)
- Miki Mol (1975)
- Bajki zza okna (1992)
- Miki Mol i Straszne Płaszczydło (1996)